# Cheumatopsyche gaia
Cheumatopsyche gaia är en nattsländeart som beskrevs av Malicky 1997. Cheumatopsyche gaia ingår i släktet Cheumatopsyche och familjen ryssjenattsländor. Inga underarter finns listade i Catalogue of Life.